# Chemin de fer de Liège à Maestricht et ses extensions

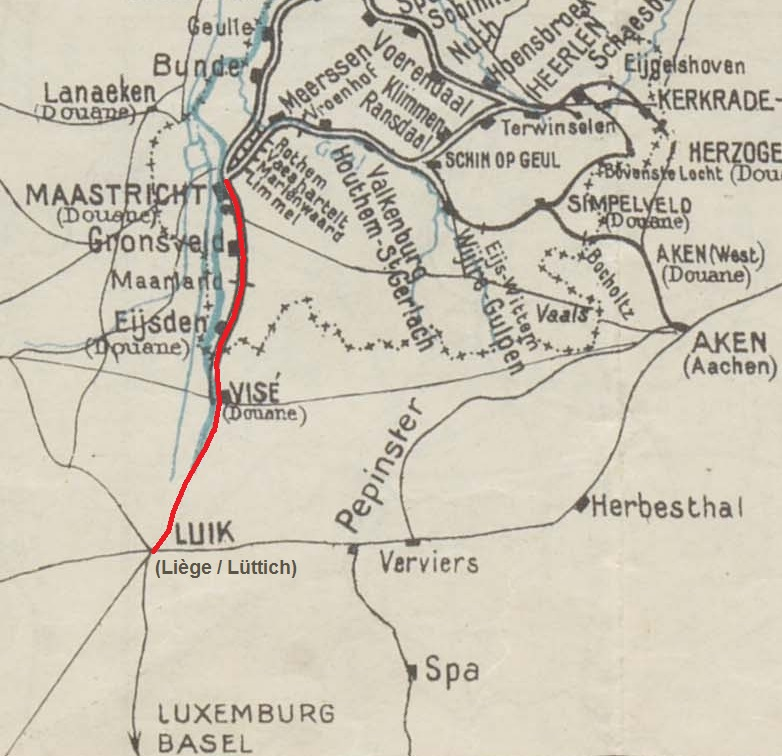
Streckenverlauf

Die Chemin de fer de Liège à Maestricht et ses extensions (LM) war eine belgische Eisenbahngesellschaft mit Sitz in Brüssel, deren Bahnstrecke zum Teil in Belgien und zum Teil in den Niederlanden lag. Sie eröffnete am 24. November 1861 die namensgebende Bahnstrecke Lüttich–Maastricht entlang der Maas zwischen dem niederländischen Maastricht und Lüttich (Französisch: Liège) in Belgien.

## Vorgeschichte
Bereits 1844 entwickelten Lütticher Geschäftsleute die Idee, die Stadt mit Maastricht durch eine Eisenbahnlinie zu verbinden. Aufgrund einer Finanzkrise in diesen Jahren wurden die Pläne jedoch vorerst auf Eis gelegt und es dauerte mehrere Jahre, bis die Initiativen umgesetzt werden konnten. Mit dem Bankhaus Rothschild in Paris als Hauptaktionär gelang es schließlich, die Pläne zu verwirklichen.

## Geschichte

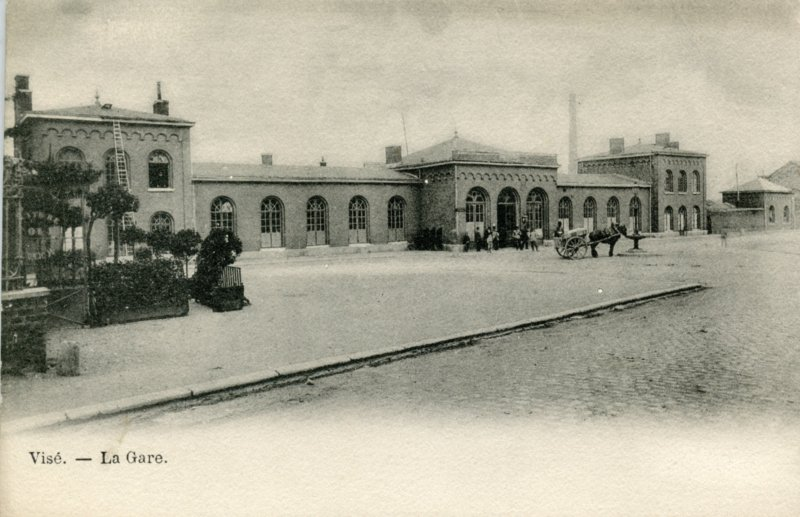
Bahnhof in Visé 1861

Am 18. Oktober 1858 erteilte der belgische König Leopold I. eine Konzession für den Bau einer Bahnstrecke in der Normalspurweite zwischen Lüttich und der niederländischen Grenze bei Visé. Zwei Wochen zuvor, am 4. Oktober 1858, hatte bereits der damalige Innenminister der Niederlande die Genehmigung zum Bau und Betrieb einer Eisenbahnlinie von Maastricht bis zur belgischen Grenze nach Eijsden erteilt.
Am 31. März 1860 wurde die Compagnie du chemin de fer de Liège à Maestricht et ses extension gegründet und begann mit dem Bau der Strecke. Die Einweihung der rund 30 km langen Strecke, von der 11 km in den Niederlanden lagen, fand am 24. November 1861 statt.
Ab 1884 wurden zusätzlich auf dem belgischen Teil der Strecke zwischen Lüttich und Visé sehr leichte sogenannte „train-tramways“ (deutsch: Straßenbahnzüge) eingesetzt, kleine C-gekuppelte Lokomotiven mit zwei kleinen zweiachsigen Personenwagen. Diese Züge hielten zusätzlich zu den Bahnhöfen auch an Bahnübergängen und anderen eigens gekennzeichneten Stellen. Fahrkarten konnten in den Wagen gekauft werden.
1899 wurde die Gesellschaft verstaatlicht und von den Belgischen Staatsbahnen (EB) übernommen. Die Bahnstrecke Lüttich–Maastricht erhielt später von der EB-Nachfolgerin NMBS/SNCB die Bezeichnung Ligne 40 (Linie 40). Der Betrieb der Straßenbahnzüge wurde von den EB eingestellt.

## Fahrzeuge

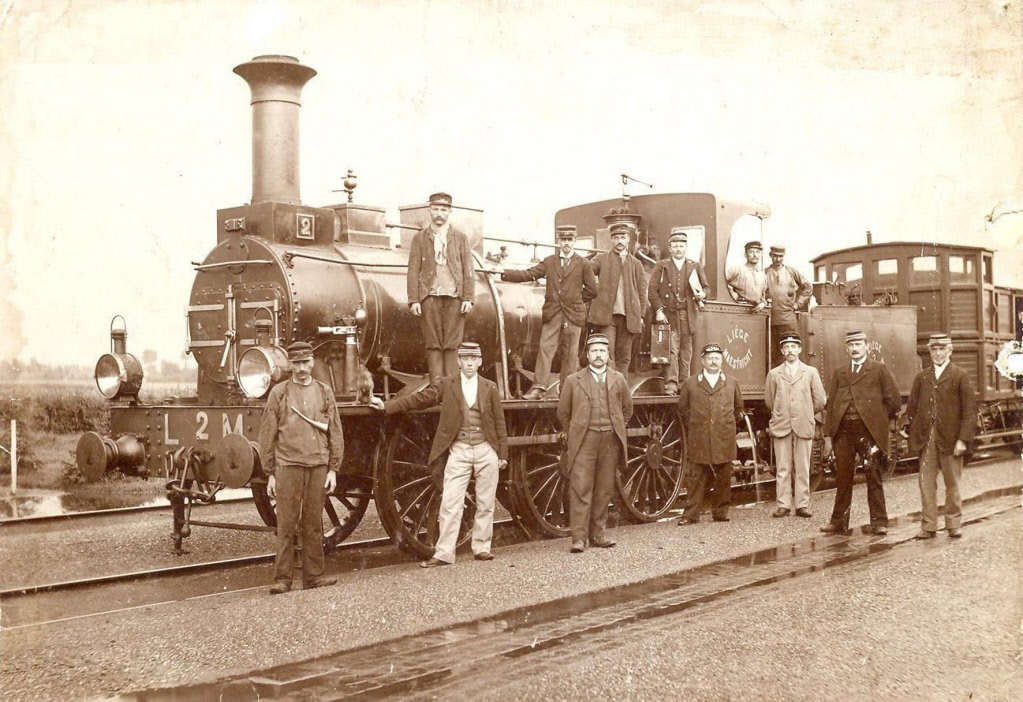
Lokomotive Nr. 2 am 25. Juni 1892

1865 besaß die Gesellschaft fünf Dampflokomotiven, 23 Personenwagen, acht Gepäckwagen und 161 Güterwagen. Am 1. Januar 1882 waren sechs Dampflokomotiven, 23 Personenwagen, acht Gepäckwagen und 217 Güterwagen im Bestand.
1883 und 1884 wurden bei der Société de Saint-Léonard drei sehr kleine Tenderlokomotiven für die Straßenbahnzüge gefertigt. Bei der Verstaatlichung besaß die Gesellschaft 11 Dampflokomotiven.
Güterwagen waren dunkelgrau gestrichen und hatten hellgraue Beschriftungen mit rotem Schatten. Sie trugen das Eigentumsmerkmal „Liège Maestricht“ auf den Wagenseiten. In späteren Jahren kam die Kennzeichnung „L. M.“ an den Langträgern dazu.
Die LM war zudem Mitglied im Verein Deutscher Eisenbahnverwaltungen (VDEV).